# Danny LaPorte
Danny LaPorte (Los Angeles, Californië, 3 december 1956) is een Amerikaans voormalig motorcrosser.

## Carrière
LaPorte begon begin jaren 60 met het steeds populairder wordende motorcross. Hij begon professioneel te motorcrossen op zestienjarige leeftijd en in 1976 kreeg LaPorte een plaats bij het fabrieksteam van Suzuki. In 1979 won hij het outdoor kampioenschap in de 500cc. Hij maakte deel uit van de Amerikaanse ploeg die in 1981 voor het eerst de Motorcross der Naties won.
Op zoek naar een nieuwe uitdaging besloot LaPorte om de overstap te maken naar het Wereldkampioenschap motorcross 250cc en ging met Yamaha rijden. In zijn eerste seizoen wist hij de wereldtitel te behalen voor de favoriet, de Belg Georges Jobé.
LaPorte vertrok terug naar Amerika en begon deel te nemen aan woestijnraces en won driemaal de Baja 1000 met Kawasaki. In 1991 won hij de Pharao Rally in Egypte. In 1992 wist hij een etappe te winnen in de Dakar-rally en werd tweede in de eindstand.

## Palmares
- 1979: AMA outdoor kampioen 500cc
- 1981: Winnaar Motorcross der Naties
- 1982: Wereldkampioen 250cc
- 1988: Winnaar Baja 1000
- 1989: Winnaar Baja 1000
- 1990: Winnaar Baja 1000
- 1991: Winnaar Pharao Rally